# Polisso (moglie di Danao)
Polisso (in greco antico: Πολυξώ? Polyxṑ) è un personaggio della mitologia greca, una naiade del fiume Nilo e probabilmente una delle figlie del dio-fiume Nilo.

## Mitologia
Polisso fu una delle mogli di Danao e fu madre di dodici delle sue cinquanta figlie (le Danaidi) Autonoe, Teano, Elettra, Cleopatra, Euridice, Glaucippe, Antelia, Cleodore, Evippe, Erato, Stigne e Brice. Queste donne sposarono i dodici figli della sorella Caliadne moglie di Egitto e che, durante la prima notte di nozze furono assassinati dalle stesse mogli.